# 고이카와촌
고이카와촌(小井川村)은 야마나시현 나카코마군에 있던 촌이다. 현재의 주오시에 해당한다.

## 역사
- 1889년 7월 1일 - 정촌제 시행에 의해 고이카와촌이 단독으로 지자체를 형성하였다.
- 1941년 2월 11일 - 하나와촌, 시노부촌과 합병해 다토미촌이 성립하여, 동일 고이카와촌은 폐지되었다.

## 교통

### 철도
촌역에 철도성 미노부선이 지나가지만, 역은 소재하지 않았다. (하지만 히가시하나와역의 부지 대부분이 위치한다) 본촌의 이름을 딴 오이가와역은 인접한 산초촌에 위치해 있다.

## 참고문헌
- 角川日本地名大辞典 19 山梨県